# 윤사로
윤사로(尹師路, 1423년 ~ 1463년)는 조선전기의 문신, 외척으로, 세종의 서녀 정현옹주의 남편이다. 세조에게는 이복 매부가 되는데, 그의 사후 5촌 당숙인 윤호의 딸이 다시 성종비 정현왕후로 책봉되면서 왕실과는 이중 인척이 된다. 성종대의 재상인 윤필상은 4년 연하의 사촌동생이었다.
1436년(세종 18) 14세에 정현옹주와 혼인하여 영천군(鈴川君)에 책봉되고, 1444년에는 자의대부(資義大夫)가 되었다가 이듬해 통헌대부(通憲大夫)가 되었다. 1452년(문종 2) 영천위(鈴川尉)가 되어 수릉관, 빈전도감제조 등을 지냈다. 세조의 계유정난에 협력하여 좌익공신 1등이 되고 특별히 의정부좌찬성 겸 의금부제조, 간경도감도제조, 충훈부당상 등을 역임하였으며 영천부원군으로 진봉되었다.
윤필상은 사촌 동생이고 윤은로, 윤탕로 등은 그의 6촌 동생이다. 또한 세조비 정희왕후 역시 그의 일족으로, 정희왕후의 친정아버지 윤번은 윤사로의 할아버지인 윤곤의 사촌 동생이다. 한명회와도 사돈간으로 그의 아들 윤반(尹磻)이 한명회의 딸 중 한 명과 결혼하였다. 호는 과옹(果翁) 또는 주옹(周翁)이며, 본관은 파평이다. 경기도 출신이다.

## 생애

### 생애 초반
윤사로는 1423년 광주목사로 사후 의정부영의정에 추증된 윤은(尹垠)과 예빈시판관(禮賓寺判官) 이수상(李守常)의 딸 이씨 사이에서 태어났다. 그의 재종조부였던 윤번의 딸이 세종의 차남인 수양대군과 결혼하여 왕실의 인척이 되었다. 윤사로 역시 1436년(세종 18) 14세에 정현옹주와 혼인하여 영천군(鈴川君)에 책봉되었고, 1444년에는 자의대부(資義大夫)가 되었다가 이듬해 통헌대부(通憲大夫)가 되었다.
1452년(문종 2) 영천위(鈴川尉)로 개봉되었으며, 문종 사후 수릉관(守陵官)·빈전도감제조(殯殿都監提調)를 맡았다. 이어 종1품 숭덕대부(崇德大夫)로 승계되었고, 1454년(단종 2)에는 광덕대부(光德大夫)로서 과전 70결을 받았다.

### 계유정난과 세조 반정 협력
그 뒤 세조의 계유정난에 협력하여 그의 즉위 후, 수충위사동덕좌익공신(輸忠衛社同德佐翼功臣) 1등에 책록되었다. 1456년(세조 2)에는 특별히 의정부좌찬성 겸 의금부제조를 지내면서 세조에 반대하는 일파를 추국하여 벌하였고, 성록대부에 승계되고, 영중추원사(領中樞院事)가 되었다. 이듬해 영천부원군(鈴川府院君)에 봉하여지고, 1461년 간경도감도제조(刊經都監都提調)가 되었고, 이듬해에 충훈부당상(忠勳府堂上)으로 재직 중 병으로 죽었다. 당시 그의 나이 향년 40세였다.
1463년 윤사로가 죽자 세조는 조회와 저자를 이틀간 중지시켰다. 조선왕조실록에서는 이에 대해 [성질이 영오(穎悟)하여 남의 뜻을 잘 해석하였으나 재리(財利)를 논의할 때에는 조그마한 이익도 남기지 않았다. 매양 나아가서 임금을 뵈올 적마다 낡은 모자에 때묻은 옷을 입으니, 임금이 항상 말하기를, “그 사람이 탐욕(貪欲)하고 인색하여 갑자기 부자집이 되었으니, 거만(鋸萬)의 돈을 쌓았을 것이다.”고 하였으나, 선비에게 굽신거리고 교만(驕慢)하지 않아서 사람들이 자못 많이 그를 따랐다. 시호를 충경(忠景)이라 하였으니, 청렴 방직하고 공정한 것을 충(忠)이라하고, 의(義)에 따라서 남을 구제하는 것을 경(景)이라고 한다.] 고 기록하였다
비슷한 연배였던 그의 5촌 당숙 윤호는 훗날 성종의 장인이 된다.

## 인물평
조선왕조실록에서는 윤사로에 대해 다음과 같이 기술하고 있다.
윤사로가 정현옹주에게 장가들어 임금에게 총애를 받았으나, 성질이 요마(幺麿)2231) 하면서도 자못 경오(警悟)하였으며, 식리(殖利)에 능하여, 외방의 농장(農莊)이 있는 곳에 여러 만석(萬石)을 쌓아 놓고, 서울 제택(第宅)의 창고도 굉장하여, 몇 리 밖에서도 바라볼 수 있었는데, 무릇 주구(誅求)하는 바가 이와 같았다.— 《세조실록》 3년(1457) 10월 24일 3번째 기사

## 가족관계
- 할아버지 : 윤희제(尹希齊)
  - 아버지 : 윤은(尹垠)
  - 어머니 : 이씨, 이수상(李守常)의 딸
    - 부인 : 정현옹주
      - 장남 : 윤반(尹磻) - 공혜왕후의 언니와 혼인
      - 차남 : 윤인(尹潾)
- 외할아버지 : 이수상(李守常)

## 정현왕후, 장경왕후, 문정왕후, 숙빈윤씨와의 관계
정현왕후, 문정왕후, 장경왕후, 숙빈 윤씨는 모두 고려 군부판서(軍簿判書) 영평군(鈴平君) 윤척의 후손들로, 윤척의 다섯 아들 중 셋째 문하평리 윤승순과 다섯째 아들 판도판서 윤승례후손들이다.
성종의 제3비 정현왕후는 윤승순의 4대손으로, 윤곤의 후손이다. 윤곤-윤삼산-윤호-정현왕후로 가계가 이어진다. 윤곤은 세조의 장인인 윤번의 4촌 형이자 정희왕후의 당숙이 되며, 윤호는 윤번의 재종손이자 정희왕후의 재종질이 된다. 윤곤의 둘째 아들이자 윤삼산의 형인 윤희제의 손자(윤곤-윤희제-윤은-윤사로)는 윤사로로, 윤사로는 성종비 정현왕후와 윤은로, 윤탕로 남매 및 윤필상의 6촌 형님이 된다. 당숙인 윤호와 비슷한 또래였던 윤사로는 일찍이 세종의 서녀인 정현옹주와 혼인하여 부마 영천위가 되었다.
세조의 정비 정희왕후는 윤승례의 손녀로 좌의정 윤번의 딸이다. 윤번은 윤곤의 사촌 아우이자 윤호의 재종조부가 된다. 중종의 제2계비 장경왕후는 윤승례의 5대손으로 윤번의 4대손이다. 정희왕후의 오빠인 윤사분의 가계로 윤번-윤사분-윤보-윤여필-장경왕후, 윤임 남매로 이어진다. 또한 윤임 사사 때 유배된 윤여해는 윤여필의 동생이다.
중종의 제3비 문정왕후와 인종의 후궁 숙빈 윤씨는 윤번의 아들이자 정희왕후의 남동생이며 윤사분의 동생인 윤사흔의 후손들이다. 윤번-윤사흔-윤계겸-윤욱-윤지임-문정왕후, 윤원형, 윤원로, 윤원량 남매로 이어진다. 또한 숙빈 윤씨는 윤원량의 딸이다. 중종의 제2비 장경왕후와 제3계비 문정왕후는 9촌 숙질간이며, 인종의 후궁 숙빈 윤씨는 문정왕후의 친정조카이자 시어머니뻘 되는 장경왕후의 10촌 종손녀가 된다.
또한 중종의 제2계비 장경왕후는 성종의 제3비 정현왕후의 11촌 조카가 되며 제3비 문정왕후는 정현왕후의 12촌 손녀뻘이 된다. 숙빈 윤씨는 정현왕후에게는 족증손 뻘이 된다. 세종의 사위인 윤사로는 장경왕후에게는 11촌 숙부, 문정왕후에게는 12촌 족대부, 숙빈 윤씨에게는 13촌 증대부뻘이 된다.

## 한명회와의 관계
한명회와는 이중으로 겹사돈 관계였다. 증조 할아버지 윤곤의 후처는 한상질의 딸이다. 한상질의 아들 중 한기는 한명회의 아버지로 증조 할아버지 윤곤은 한명회의 고모부가 된다. 또한 윤사로는 한명회의 내재종손이 된다. 그런데 윤곤의 증손자인 윤사로의 장남이 다시 한명회의 딸이자 공혜왕후의 언니와 결혼하여 이중 인척관계를 형성한다.

## 같이 보기
| - 정현옹주 - 정현왕후 - 세조 - 의경세자 - 성종 - 윤번 - 윤곤 - 한명회 - 공혜왕후 | - 계유정난 - 세조반정 - 윤필상 - 윤탕로 - 윤사분 - 윤사흔 - 신숙주 - 정인지 |